# Jiang Jin
Jiang Jin - em chinês tradicional, 江津, pinyin, Jiāng Jīn (Tianjin, 7 de outubro de 1968) é um ex-futebolista profissional chinês que atuava como goleiro.

## Carreira em clubes
Em 20 anos de carreira profissional, Jiang Jin defendeu apenas 4 clubes: Bayi (1987–1999), Tianjin Teda (2000–02), Shanghai International (2003–04) e Shanghai Stars (2005–07), onde foi jogador e auxiliar-técnico, se aposentando aos 39 anos.

## Seleção Chinesa
Pela Seleção Chinesa, foi convocado pela primeira vez em 1993, porém a estreia do goleiro como titular foi em outubro de 1997, na derrota para o Qatar por 3 a 2, em jogo válido pelas eliminatórias asiáticas da Copa de 1998, onde os chineses ficaram de fora da repescagem por apenas um ponto em relação ao Irã, que obteve a vaga.
Disputou a Copa da Ásia em 2000, quando já estava com 31 anos de idade - a China ficou na quarta posição, e Jiang foi eleito o melhor goleiro da competição, realizada no Líbano.
O ponto alto de sua trajetória internacional foi a Copa de 2002, a primeira disputada por seu país. Apesar da eliminação na primeira fase, foi um dos goleiros mais exigidos, evitando placares maiores contra Costa Rica (2 a 0), Brasil (4 a 0) e Turquia (3 a 0). Após a participação chinesa, Jiang despediu-se da Seleção com 51 partidas disputadas.

## Títulos
Bayi
- Copa da China: 1 (1990)

## Links
- Jiang Jin em National-Football-Teams.com
- Perfil de Jiang Jin - BBC Especial Copa de 2002